# Lamproptera meges
Lamproptera meges is een vlinder uit de familie van de pages (Papilionidae). De wetenschappelijke naam van de soort is voor het eerst geldig gepubliceerd in 1831 door Julius Leopold Theodor Friedrich Zincken.

## Kenmerken
Deze zwarte vlinder heeft extreem lange staarten en een doorschijnend gedeelte op de voorvleugels. De spanwijdte bedraagt ongeveer 5 cm.

## Verspreiding en leefgebied
Deze vlindersoort komt voor in Myanmar, Maleisië, Indonesië en de Filipijnen op zonnige plaatsen in open plekken in bossen aan de oevers van snelstromende wateren.

## Waardplanten
De waardplanten behoren tot de familie Combretaceae.